# دهستان حومه شرقی (ایذه)
دهستان حومه شرقی نام دهستانی در بخش مرکزی شهرستان ایذه، استان خوزستان در ایران است. براساس سرشماری مرکز آمار ایران در سال ۱۳۸۵، جمعیت آن ۱۷۷۵۳ نفر (۳۰۹۸ خانوار) بوده‌است.